# Р-36М
Р-36М (Індекс ГРАУ — 15П014, за договором СНО — РС-20А, за класифікацією МО США і НАТО — SS-18 mod 1,2,3 «Satan» (укр. «Сатана») — радянський стратегічний ракетний комплекс третього покоління з важкою двоступеневою рідинною, ампулізованою міжконтинентальною балістичною ракетою (МБР) 15А14 для розміщення в шахтній пусковій установці (ШПУ) 15П714 підвищеної захищеності типу ОС. Створювався кооперацією промисловості під керівництвом КБ «Південне» (місто Дніпро). Головні конструктори: М. К. Янгель (1969—1971 роки) і В. Ф. Уткін (з 1971). Система управління розроблена харківським науково-виробничим об'єднанням «Електроприлад» (нині — «Хартрон»). Головний конструктор системи управління — В. О. Уралов.

## Історія створення
Розробку стратегічного ракетного комплексу Р-36М з важкою міжконтинентальною балістичною ракетою третього покоління 15А14 і шахтною пусковою установкою підвищеної захищеності 15П714 здійснювало КБ «Південне». У новій ракеті були використані всі найкращі напрацювання, отримані при створенні попереднього комплексу — Р-36.
Застосовані при створенні ракети технічні рішення дозволили створити найпотужніший у світі бойовий ракетний комплекс. Він значно перевершував і свого попередника — Р-36:
- за точністю стрільби — утричі;
- за боєготовністю — учетверо;
- за енергетичними можливостями ракети — в 1,4 рази.
- за встановленим гарантійним терміном експлуатації — в 1,4 рази.
- за захищеністю пускової установки — в 15-30 разів.
- за ступенем використання об'єму пускової установки — в 2,4 рази.

Двоступенева ракета Р-36М була виконана за схемою «тандем» з послідовним розташуванням ступенів. Для найкращого використання об'єму зі складу ракети були виключені сухі відсіки, за винятком міжступеневого перехідника другого ступеня. Застосовані конструктивні рішення дозволили збільшити запас палива на 11 % при збереженні діаметра і зменшенні сумарної довжини перших двох ступенів ракети на 400 мм порівняно з ракетою 8К67.

## Модифікації

### Р-36М2 «Воєвода»
9 серпня 1983 постановою Ради Міністрів СРСР КБ «Південне» було поставлено завдання доопрацювати ракету Р-36М УТТХ (рос. Улучшенные Тактико-Технические Характеристики), щоб вона могла долати перспективну систему американської протиракетної оборони. Крім того, було необхідно підвищити захищеність ракети та всього комплексу від дії вражаючих факторів ядерного вибуху.
Ракетний комплекс четвертого покоління Р-36М2 «Воєвода» (15П018М) з багатоцільовою міжконтинентальною ракетою важкого класу 15А18М призначений для ураження всіх видів цілей, захищених сучасними засобами протиракетної оборони, за будь-яких умов бойового застосування, зокрема при багаторазовому ядерному впливі на позиційний район. Його застосування дозволяє реалізувати стратегію гарантованого удару у відповідь.
В результаті застосування новітніх технічних рішень, енергетичні можливості ракети 15А18М збільшені на 12 % порівняно з ракетою 15А18. При цьому виконуються всі умови обмежень по габаритах і стартовій масі, що накладаються договором ОСВ-2. Ракети цього типу є найбільш потужними з усіх міжконтинентальних ракет. За технологічним рівнем комплекс не має аналогів у світі. У ракетному комплексі застосований активний захист шахтної пускової установки від ядерних бойових блоків і високоточної неядерної зброї, а також вперше втілено маловисотне неядерне перехоплення високошвидкісних балістичних цілей.
Порівняно з прототипом, у новому комплексі вдалося домогтися поліпшення багатьох характеристик:
- підвищення точності у 1,3 рази;
- збільшення утричі тривалості автономності;
- зменшення удвічі часу боєготовності;
- збільшення площі зони розведення бойових блоків у 2,3 рази;
- застосування зарядів підвищеної потужності (10 головних частин індивідуального наведення, що розділяються), потужністю від 550 до 750 кт кожна;
- загальна маса, що закидається, — 8800 кг;
- можливість запуску з режиму постійної боєготовності по одній із планових цілей, а також оперативного перенацілювання і запуску у будь-яку незаплановану ціль, передану з вищої ланки управління.

Для забезпечення високої бойової ефективності в особливо складних умовах бойового застосування, при розробці комплексу Р-36М2 «Воєвода» особлива увага приділялася наступними напрямками:
- підвищення захищеності та живучості шахтних пускових установок і командних пунктів;
- забезпечення стійкості бойового управління у всіх умовах застосування комплексу;
- збільшення часу автономності комплексу;
- збільшення гарантійного терміну експлуатації;
- забезпечення стійкості ракети в польоті до вражаючих факторів наземних і висотних ядерних вибухів;
- розширення оперативних можливостей з перенацілювання ракет.

Одна з основних переваг нового комплексу — можливість забезпечення запусків ракет в умовах зустрічного удару у відповідь при впливі наземних і висотних ядерних вибухів. Це досягнуто завдяки підвищенню живучості ракети у шахтній пусковій установці і значного підвищення стійкості ракети у польоті до вражаючих факторів ядерного вибуху. Корпус ракети має багатофункціональне покриття, введений захист апаратури системи управління від гамма-випромінювання, удвічі підвищена швидкодія виконавчих органів автомата стабілізації системи управління, відділення головного обтічника здійснюється після проходження зони висотних блокуючих ядерних вибухів, двигуни першого і другого ступенів ракети мають форсовану тягу.
Внаслідок цього радіус зони ураження ракети блокуючим ядерним вибухом, порівняно з ракетою 15А18, зменшений удвадцятеро, стійкість до рентгенівського випромінювання підвищена удесятеро, гамма-нейтронного випромінювання — у 100 разів. Забезпечена стійкість ракети до впливу пилових утворень і великих частинок ґрунту, наявних у хмарі при наземному ядерному вибуху.
Для ракети побудовані шахтні пускові установки з надвисокою захищеністю від вражаючих факторів ядерного вибуху шляхом переобладнання  шахтних пускових установок ракетних комплексів 15А14 і 15А18. Реалізовані рівні стійкості ракети до вражаючих факторів ядерного вибуху, що забезпечують її успішний запуск після невражючого ядерного вибуху безпосередньо на пусковій установці й без зниження бойової готовності при впливі на сусідню пускову установку.
Ракета виконана за двоступеневою схемою з послідовним розташуванням ступенів. На ракеті застосовуються аналогічні схеми старту, поділу ступенів, відділення головної частини, розведення елементів бойового оснащення, що показали високий рівень технічної досконалості та надійності у складі ракети 15А18.
До складу рушійної установки першого ступеня ракети входять чотири шарнірно закріплені однокамерні рідинні ракетні двигуни, які мають турбонасосну систему подачі палива і виконані за замкнутою схемою.
До складу рушійної установки другого ступеня входять два двигуни: маршовий однокамерний РД-0255 з турбонасосною подачею компонентів палива, виконаний за замкнутою схемою і стерновий чотирикамерний РД-0257 відкритої схеми, який раніше використовувався на ракеті 15А18. Двигуни всіх ступенів працюють на рідких висококиплячих компонентах палива несиметричний диметилгідразин + азотний тетраоксид, ступені повністю ампулізовані.
Система управління розроблена на базі двох високопродуктивних цифрових обчислювальних косплексів (бортового і наземного) нового покоління, що безперервно працює під час бойового чергування високоточного комплексу командних приладів.
Для ракети розроблений новий головний обтічник, що забезпечує надійний захист головної частини від вражаючих факторів ядерного вибуху.
Тактико-технічні вимоги передбачали оснащення ракети чотирма типами головних частин:
- дві моноблочні головні частини — з «важким» і «легким» бойовими блоками;
- розділювані головні частини з десятьма некерованими бойовими блоками потужністю 0,8 Мт;
- розділювані головні частини змішаної комплектації у складі шести некерованих і чотирьох керованих бойових блоків з системою самонаведення по картах місцевості.

У складі бойового оснащення створені високоефективні системи подолання протиракетної оборони («важкі» і «легкі» помилкові цілі, дипольні відбивачі), які розміщуються у спеціальних касетах, застосовані термоізолювальні чохли бойових блоків.
Льотно-конструкторські випробування комплексу Р-36М2 почалися на Байконурі 1986. Перший ракетний полк з МБР Р-36М2 почав бойове чергування 30 липня 1988. 11 серпня 1988 ракетний комплекс прийнятий на озброєння. Льотно-конструкторські випробування нової міжконтинентальної ракети четвертого покоління Р-36М2 (15А18М — «Воєвода») з усіма видами бойового оснащення були завершені у вересні 1989. На травень 2006 до складу ракетних військ стратегічного призначення РФ входить 74 шахтних пускових установки з МБР Р-36М УТТХ і Р-36М2, які оснащені 10 бойовими блоками кожна.
21 грудня 2006 року об 11 годині 20 хвилин за московським часом відбувся навчально-бойовий пуск РС-20В. За словами глави служби інформації і громадських зв'язків ракетних військ стратегічного призначення полковника Олександра Вовка, навчально-бойові блоки ракети, запущені з Оренбурзької області (Приуралля), із заданою точністю вразили умовні цілі на полігоні півострова Камчатка в Тихому океані. Перший ступінь впав у зоні Вагайського, Вікулівського та Сорокінського районів. Він відокремився на висоті 90 кілометрів, залишки палива згоріли під час падіння на землю. Запуск відбувся у рамках дослідно-конструкторської роботи «Знаряддя». Запуски підтвердили можливість експлуатації комплексу Р-36М2 протягом 20 років.